# Simona Bajusz
Simona Bajusz, född 28 november 1993, är en  volleybollspelare (passare).
Bajusz spelar i Tjeckiens landslag och har deltagit med dem vid VM 2022, EM 2021 och European Volleyball League 2019, 2021 och 2022. På klubbnivå har hon spelat för olika klubbar i Tjeckien.